# Liste der Judengassen
Die Liste der Judengassen enthält Straßen im deutschen Sprachraum, die als Judengasse bezeichnet wurden oder heute noch so bezeichnet werden.

## Judengassen (unvollständig)
| Artikel                                    | Ort                             | Frühere Namen | Jahr der Benennung | Bemerkungen | Bild |
| ------------------------------------------ | ------------------------------- | ------------- | ------------------ | --- | ---- |
| Judengasse (Aachen)                        | Aachen                          |               |                    | |      |
| Judengasse (Abenberg)                      | Abenberg                        |               |                    | |      |
| Judengasse (Abensberg)                     | Abensberg                       |               |                    | heute Mahlergasse |      |
| Judengasse Alme (Brilon)                   | Alme (Brilon)                   |               |                    | 1775 erwähnt |      |
| Judengässli (Allschwil)                    | Allschwil                       |               |                    | |      |
| Judengasse (Alsenz)                        | Alsenz                          |               |                    | siehe Jüdische Gemeinde Alsenz |      |
| Judengasse (Alten-Buseck)                  | Alten-Buseck                    |               |                    | siehe Liste der Kulturdenkmäler in Buseck#Alten-Buseck |      |
| Judengasse Altenstadt (Iller)              | Altenstadt (Iller)              |               |                    | siehe Judensiedlung in Altenstadt (Iller) |      |
| Judengasse (Alzey)                         | Alzey                           |               |                    | erstmals 1389 erwähnt, siehe Alzey#Jüdische Geschichte |      |
| Judengasse (Angenrod)                      | Angenrod                        |               |                    | siehe Synagoge (Angenrod) |      |
| Judengasse (Ansbach)                       | Ansbach                         |               |                    | heute Platenstraße |      |
| Judengasse Arnstein (Unterfranken)         | Arnstein (Unterfranken)         |               |                    | heute Goldgasse |      |
| Judengasse (Aub)                           | Aub                             |               |                    | siehe Aub#Stadtrecht und Auflösung des Klosters |      |
| Judengasse (Augsburg)                      | Augsburg                        |               |                    | |      |
| Judengasse (Bad Brückenau)                 | Bad Brückenau                   |               |                    | |      |
| Judengasse (Bad Buchau)                    | Bad Buchau                      |               |                    | siehe Jüdische Gemeinde Buchau |      |
| Judengasse (Bad Homburg vor der Höhe)      | Bad Homburg vor der Höhe        |               |                    | heute Wallstraße, bis 1880 Judengasse, siehe Synagoge (Bad Homburg vor der Höhe) |      |
| Alte Judengasse (Bad Kissingen)            | Bad Kissingen                   |               |                    | heute Grabengasse |      |
| Judengasse (Bad Kreuznach)                 | Bad Kreuznach                   |               |                    | siehe Bad Kreuznach#Jüdische Bevölkerung |      |
| Judengasse (Bad Langensalza)               | Bad Langensalza                 |               |                    | siehe Liste der Synagogen in Thüringen |      |
| Judengasse (Bad Neualbenreuth)             | Bad Neualbenreuth               |               |                    | |      |
| Judengasse (Bad Wimpfen)                   | Bad Wimpfen                     |               |                    | 1327 erwähnt, siehe Jüdische Gemeinde Bad Wimpfen |      |
| Judengasse (Baiersdorf)                    | Baiersdorf                      |               |                    | siehe Synagoge (Baiersdorf) |      |
| Judengasse (Bamberg)                       | Bamberg                         |               |                    | |      |
| Judengasse (Bayreuth)                      | Bayreuth                        |               |                    | heute Von-Römer-Straße, siehe Historische Innenstadt (Bayreuth)#Struktur |      |
| Judengasse (Beerfelden)                    | Beerfelden                      |               |                    | |      |
| Judengasse (Berlin)                        | Berlin                          |               |                    | ab 1826 Landwehrstraße |      |
| Judengasse (Bern)                          | Bern                            |               |                    | 1740 umbenannt, heute Kochergasse |      |
| Judengasse (Bingen am Rhein)               | Bingen am Rhein                 |               |                    | siehe Alte Synagoge (Bingen am Rhein) |      |
| Judengasse (Binswangen)                    | Binswangen                      |               |                    | siehe Synagoge (Binswangen) |      |
| Judengasse Birkenau (Odenwald)             | Birkenau (Odenwald)             |               |                    | siehe Synagoge Birkenau (Odenwald) |      |
| Judengasse (Bischofsheim in der Rhön)      | Bischofsheim in der Rhön        |               |                    | heute Hofstraße |      |
| Judengasse (Bonn)                          | Bonn                            |               |                    | Bezeichnung bis 1886, siehe Alte Synagoge (Bonn) |      |
| Judengasse (Boppard)                       | Boppard                         |               |                    | |      |
| Judengasse (Breisach am Rhein)             | Breisach am Rhein               |               |                    | heute Rheintorstraße, siehe Synagoge (Breisach am Rhein) |      |
| Judengasse (Bruchsal-Heidelsheim)          | Bruchsal-Heidelsheim            |               |                    | siehe Jüdische Gemeinde Bruchsal |      |
| Judengasse Bruck (Erlangen)                | Bruck (Erlangen)                |               |                    | siehe Synagoge (Bruck) |      |
| Judengasse (Brünnau)                       | Brünnau                         |               |                    | |      |
| Judengasse (Buchen)                        | Buchen (Odenwald)               |               |                    | Verbindungsgasse Marktstraße–Obergasse |      |
| Judengasse (Buchsweiler)                   | Bouxwiller (Bas-Rhin)           |               |                    | |      |
| Judengasse (Burgkunstadt)                  | Burgkunstadt                    |               |                    | heute Kulmbacher Straße |      |
| Judengasse (Burgsinn)                      | Burgsinn                        |               |                    | |      |
| Judengasse (Butzbach)                      | Butzbach                        |               |                    | 1351 genannt, heute Hirschgasse, siehe Butzbach#Jüdische Gemeinde |      |
| Judengasse (Cham)                          | Cham (Oberpfalz)                |               |                    | siehe Israelitische Kultusgemeinde Cham |      |
| Judengasse (Coburg)                        | Coburg                          |               |                    | seit 1408 genannt, siehe Liste der Denkmäler in Coburg/J#Judengasse |      |
| Judengasse (Colmar)                        | Colmar                          |               |                    | heute Rue Berthe Molly, siehe Synagoge (Colmar) |      |
| Judengasse Dannenberg (Elbe)               | Dannenberg (Elbe)               |               |                    | bis 1748, heute Fischerstraße |      |
| Judengasse (Deidesheim)                    | Deidesheim                      |               |                    | siehe Jüdische Gemeinde Deidesheim |      |
| Judengasse (Delitzsch)                     | Delitzsch                       |               |                    | |      |
| Judengasse (Dieburg)                       | Dieburg                         |               |                    | erstmals 1376 genannt, heute Klosterstraße |      |
| Judengasse (Dietenhofen)                   | Dietenhofen                     |               |                    | heute Georg-Flory-Straße |      |
| Judengasse (Donauwörth)                    | Donauwörth                      |               |                    | heute Ölgasse |      |
| Judengasse (Drensteinfurt)                 | Drensteinfurt                   |               |                    | siehe Jüdische Gemeinde Drensteinfurt |      |
| Judengasse (Dresden)                       | Dresden                         |               |                    | siehe Schloßstraße (Dresden)#Schössergasse |      |
| Judengasse (Edenkoben)                     | Edenkoben                       |               |                    | heute Bahnhofstraße, siehe Neue Synagoge (Edenkoben) |      |
| Judengasse (Egelsbach)                     | Egelsbach                       |               |                    | |      |
| Judengasse (Eggenburg)                     | Eggenburg                       |               |                    | |      |
| Judengasse (Eggenfelden)                   | Eggenfelden                     |               |                    | siehe Eggenfelden |      |
| Judengasse (Egloffstein)                   | Egloffstein                     |               |                    | |      |
| Judengasse (Ehingen)                       | Ehingen (Donau)                 |               |                    | |      |
| Judengasse (Eisenach)                      | Eisenach                        |               |                    | heute Karlsstraße |      |
| Judengasse (Enns)                          | Enns                            |               | 1350               | heute Kaltenbrunnergasse |      |
| Judengasse (Eschwege)                      | Eschwege                        |               |                    | 1457 erstmals erwähnt |      |
| Judengasse (Essen)                         | Essen                           |               |                    | siehe Liste der Straßen in Essen-Stadtkern |      |
| Judengasse (Ettlingen)                     | Ettlingen                       |               |                    | heute Färbergasse |      |
| Judengasse (Fegersheim)                    | Fegersheim                      |               |                    | siehe Synagoge (Fegersheim) |      |
| Judengasse (Fellheim)                      | Fellheim                        |               |                    | |      |
| Judengasse (Feuchtwangen)                  | Feuchtwangen                    |               |                    | heute Herrenstraße |      |
| Judengasse (Flehingen)                     | Flehingen (Oberderdingen)       |               |                    | siehe Jüdische Gemeinde Flehingen |      |
| Judengasse Floß (Oberpfalz)                | Floß (Oberpfalz)                |               |                    | |      |
| Judengasse (Forchheim)                     | Forchheim                       |               |                    | 1381 genannt |      |
| Judengasse (Frankenwinheim)                | Frankenwinheim                  |               |                    | siehe Liste der Baudenkmäler in Frankenwinheim |      |
| Frankfurter Judengasse                     | Frankfurt am Main               |               |                    | Ort des jüdischen Ghettos von 1462 bis 1796. Bebauung 1874/84 abgerissen. Das nördliche Ende (zeitweise mit neuer Bebauung „Bornheimer Straße“ genannt) teilweise als Straße „An der Staufenmauer“ erhalten, der Rest (die dann so genannte Börnestraße) verlief spitzwinklig diagonal zur nach 1945 angelegten Kurt-Schumacher-Straße zum Börneplatz. Die Fundamente des südlichen Endes sind im Museum Judengasse zugänglich. |      |
| Judengasse (Frauenkirchen)                 | Frauenkirchen                   |               |                    | |      |
| Judengasse (Freinsheim)                    | Freinsheim                      |               |                    | siehe Liste der Kulturdenkmäler in Freinsheim |      |
| Judengasse (Freudental)                    | Freudental                      |               |                    | |      |
| Judengasse Friedberg (Hessen)              | Friedberg (Hessen)              |               |                    | siehe Mikwe in Friedberg (Hessen) |      |
| Judengasse (Fritzlar)                      | Fritzlar                        |               |                    | 1344, 1367 und 1387 genannt, siehe Jüdische Gemeinde Fritzlar |      |
| Judengasse (Fulda)                         | Fulda                           |               |                    | 1367 erstmals genannt, heute die Straße Am Stockhaus, siehe Synagoge (Fulda) |      |
| Judengasse (Gaukönigshofen)                | Gaukönigshofen                  |               |                    | heute Am Königshof, siehe Synagoge (Gaukönigshofen) |      |
| Judengasse (Gelnhausen)                    | Gelnhausen                      |               |                    | 1356 genannt, heute Brentanostraße, siehe Synagoge (Gelnhausen) |      |
| Judengasse Gemünden (Westerwald)           | Gemünden (Westerwald)           |               |                    | siehe Liste ehemaliger Synagogen im Westerwald |      |
| Judengasse (Gengenbach)                    | Gengenbach                      |               |                    | 1877 umbenannt in Engelgasse |      |
| Judengasse Gersfeld (Rhön)                 | Gersfeld (Rhön)                 |               |                    | heute Hochstraße |      |
| Judengasse (Gerstheim)                     | Gerstheim                       |               |                    | siehe Synagoge (Gerstheim) |      |
| Judengasse (Gießen)                        | Gießen                          |               |                    | 1578 erstmals genannt |      |
| Judengasse (Gladenbach)                    | Gladenbach                      |               |                    | heute Burgstraße |      |
| Judengasse (Gleusdorf)                     | Gleusdorf                       |               |                    | |      |
| Judengasse (Göllheim)                      | Göllheim                        |               |                    | |      |
| Judengasse (Graz)                          | Graz                            |               |                    | |      |
| Judengasse Grünberg (Hessen)               | Grünberg (Hessen)               |               |                    | 1366 genannt |      |
| Judengasse Günzburg                        | Günzburg                        |               |                    | heute Münzgasse |      |
| Judengasse Gunzenhausen                    | Gunzenhausen                    |               |                    | heute Brunnenstraße |      |
| Judengasse (Hachenburg)                    | Hachenburg                      |               |                    | siehe Liste der Stolpersteine in Hachenburg |      |
| Judengasse (Hadamar)                       | Hadamar                         |               |                    | siehe Denkmalgeschützte Gebäude in Hadamar#Synagoge |      |
| Judengasse (Hainsfarth)                    | Hainsfarth                      |               |                    | heute Jurastraße, siehe Synagoge (Hainsfarth) |      |
| Judengasse (Hamm)                          | Hamm                            |               |                    | siehe Geschichte der Juden in Hamm |      |
| Judengasse (Hammelburg)                    | Hammelburg                      |               |                    | |      |
| Judengasse (Hard)                          | Hard                            |               |                    | die Judengasse wurde 1952 in Marktstraße umbenannt |      |
| Nordstraße (Hanau)                         | Hanau                           |               |                    | die Judengasse wurde am 25. Februar 1898 in Nordstraße umbenannt |      |
| Judengasse Harburg (Schwaben)              | Harburg (Schwaben)              |               |                    | siehe Liste der Baudenkmäler in Harburg (Schwaben) |      |
| Judengasse (Haßfurt)                       | Haßfurt                         |               |                    | siehe Haßfurt#Jüdische Bevölkerung |      |
| Judengasse (Heidelberg)                    | Heidelberg                      |               |                    | heute Dreikönigstraße, siehe Heidelberg#Judentum |      |
| Judengasse (Heidingsfeld)                  | Heidingsfeld                    |               |                    | 1490 genannt |      |
| Judengasse (Heilbronn)                     | Heilbronn                       |               |                    | ehemals bei der heutigen Lohtorstraße |      |
| Judengasse (Heimerzheim)                   | Heimerzheim                     |               |                    | heute Kölner Straße |      |
| Judengasse (Heinsberg)                     | Heinsberg                       |               |                    | siehe Jüdischer Friedhof (Heinsberg, alter Friedhof) |      |
| Judengasse (Heldenbergen)                  | Heldenbergen                    |               |                    | heute der obere Teil der Bahnhofstraße |      |
| Judengasse (Helmarshausen)                 | Helmarshausen                   |               |                    | heute Steinstraße |      |
| Judengasse (Herford)                       | Herford                         |               |                    | |      |
| Judengasse Hochhausen (Tauberbischofsheim) | Hochhausen (Tauberbischofsheim) |               |                    | siehe Synagoge Hochhausen (Tauberbischofsheim) |      |
| Judengasse (Hoch-Weisel)                   | Hoch-Weisel                     |               |                    | |      |
| Judengasse (Hof)                           | Hof (Saale)                     |               |                    | 1412 genannt |      |
| Judengasse (Hohenems)                      | Hohenems                        |               |                    | siehe Jüdisches Leben in Hohenems |      |
| Judengasse (Hollfeld)                      | Hollfeld                        |               |                    | 1417 genannt |      |
| Judengasse Hornburg (Schladen-Werla)       | Hornburg (Schladen-Werla)       |               |                    | siehe Jüdischer Friedhof (Hornburg) |      |
| Judengasse Horkheim                        | Horkheim                        |               |                    | in der heutigen Schlossgasse |      |
| Judengasse (Ichenhausen)                   | Ichenhausen                     |               |                    | |      |
| Judengasse (Idstein)                       | Idstein                         |               |                    | 1934 in Hintere Borngasse umbenannt, seit 1945 Felix-Lahnstein-Straße, siehe Synagoge Idstein |      |
| Judengasse Illingen (Saar)                 | Illingen (Saar)                 |               |                    | letzte saarländische Gemeinde mit einer Judengasse, siehe Liste der Stolpersteine in Illingen (Saar) |      |
| Judengasse (Ilmenau)                       | Ilmenau                         |               |                    | im 19. Jahrhundert Umbenennung in Bergstraße, heute Weimarer Straße, dort auch das ehemalige Judentor (Höhe Poststraße/Wallgraben) |      |
| Judengasse (Ingolstadt)                    | Ingolstadt                      |               |                    | |      |
| Judengasse (Iphofen)                       | Iphofen                         |               |                    | siehe Jüdische Gemeinde Iphofen |      |
| Judengasse (Issenheim)                     | Issenheim                       |               |                    | heute Rue de la synagogue |      |
| Judengasse (Jungholtz)                     | Jungholtz                       |               |                    | |      |
| Judengasse (Kassel)                        | Kassel                          |               |                    | 1262 genannt, siehe Jüdischer Friedhof Kassel |      |
| Judengasse (Kelsterbach)                   | Kelsterbach                     |               |                    | heute Neu-Kelsterbacher Straße |      |
| Judengasse Kempten (Allgäu)                | Kempten (Allgäu)                |               |                    | heute Herbststraße, siehe Jüdische Gemeinde Kempten (Allgäu) |      |
| Judengasse (Kleinheubach)                  | Kleinheubach                    |               |                    | heute Gartenstraße, siehe Synagoge (Kleinheubach) |      |
| Judengasse (Koblenz)                       | Koblenz                         |               |                    | 1886 in Münzstraße umbenannt |      |
| Judengasse (Köln)                          | Köln                            |               |                    | ab 1135 erwähnt |      |
| Judengasse (Kolberg)                       | Kolberg                         |               |                    | |      |
| Judengasse (Konstanz)                      | Konstanz                        |               |                    | |      |
| Judengasse (Krems)                         | Krems an der Donau              |               |                    | siehe Liste der denkmalgeschützten Objekte in Krems (Stadtteil)/A–O |      |
| Judengasse (Kronach)                       | Kronach                         |               |                    | 1577 genannt |      |
| Judengasse (Kronberg im Taunus)            | Kronberg im Taunus              |               |                    | heute Eichenstraße, siehe Synagoge (Kronberg im Taunus) |      |
| Judengasse (Kulmbach)                      | Kulmbach                        |               |                    | 1398 nachgewiesen |      |
| Judengasse (Küps)                          | Küps                            |               |                    | siehe Jüdischer Friedhof (Küps) |      |
| Judengasse (Landau in der Pfalz)           | Landau in der Pfalz             |               |                    | siehe Jüdische Gemeinde Landau |      |
| Judengasse (Landshut)                      | Landshut                        |               |                    | genannt 1428 |      |
| Judengasse (Langenselbold)                 | Langenselbold                   |               |                    | seit 1919 Schäfergasse |      |
| Judengasse (Langenzenn)                    | Langenzenn                      |               |                    | heute Rosenstraße, siehe Liste der Baudenkmäler in Langenzenn |      |
| Judengasse (Laupheim)                      | Laupheim                        |               |                    | siehe Jüdische Gemeinde Laupheim |      |
| Judengasse Lauingen (Donau)                | Lauingen (Donau)                |               |                    | heute Hirschstraße, siehe Synagoge (Lauingen) |      |
| Judengasse (Lechenich)                     | Lechenich                       |               |                    | heute Judenstraße, siehe Synagoge (Lechenich) |      |
| Judengasse (Lehrensteinsfeld)              | Lehrensteinsfeld                |               |                    | |      |
| Judengasse Lichtenfels (Oberfranken)       | Lichtenfels (Oberfranken)       |               |                    | siehe Synagoge Lichtenfels (Oberfranken) |      |
| Judengasse (Lienz)                         | Lienz                           |               |                    | |      |
| Judengasse (Limburg an der Lahn)           | Limburg an der Lahn             |               |                    | 1353 erstmals genannt, die Judengasse wurde Ende des 15. oder Anfang des 16. Jahrhunderts beim Ausbau der Barfüßergasse zugebaut und verschwand. siehe Alte Synagoge (Limburg an der Lahn) |      |
| Judengasse Lindau (Bodensee)               | Lindau (Bodensee)               |               |                    | siehe Geschichte der Juden in Lindau (Bodensee) |      |
| Judengasse (Lindheim)                      | Lindheim                        |               |                    | heute Im Winkel |      |
| Judengasse (Löbejün)                       | Löbejün                         |               |                    | siehe Liste der Kulturdenkmale in Wettin-Löbejün#Löbejün |      |
| Judengasse (Lübben (Spreewald))            | Lübben (Spreewald)              |               |                    | |      |
| Judengasse (Mackenzell)                    | Mackenzell                      |               |                    | |      |
| Judengasse (Magdeburg)                     | Magdeburg                       |               |                    | heute Zur Tischlerbrücke, siehe Magdeburger Straßen/Z |      |
| Judengasse (Mährisch Weißkirchen)          | Mährisch Weißkirchen            |               |                    | siehe Synagoge (Hranice na Moravě) |      |
| Judengasse (Mainbernheim)                  | Mainbernheim                    |               |                    | |      |
| Judengasse (Mainz)                         | Mainz                           |               |                    | siehe Jüdischer Friedhof (Mainz) |      |
| Judengasse (Mansbach)                      | Mansbach                        |               |                    | heute Oststraße |      |
| Judengasse (Marburg)                       | Marburg                         |               |                    | heute Schlosssteig, siehe Jüdische Gemeinde Marburg |      |
| Judengasse (Maribor)                       | Maribor                         |               |                    | heute Židovska ulica |      |
| Judengasse (Mattersburg)                   | Mattersburg                     |               |                    | |      |
| Judengasse (Memmelsdorf)                   | Memmelsdorf                     |               |                    | siehe Synagoge (Memmelsdorf in Unterfranken) |      |
| Judengasse (Memmingen)                     | Memmingen                       |               |                    | heute Gerbergasse |      |
| Judengasse (Mertzwiller)                   | Mertzwiller                     |               |                    | |      |
| Judengasse Merzhausen (Willingshausen)     | Merzhausen (Willingshausen)     |               |                    | siehe Merzhausen (Willingshausen)#Jüdische Gemeinde |      |
| Judengasse (Michelbach an der Lücke)       | Michelbach an der Lücke         |               |                    | siehe Synagoge (Michelbach an der Lücke) |      |
| Judengasse (Mittelsinn)                    | Mittelsinn                      |               |                    | heute Fellenbergstraße |      |
| Ballenhausgasse (Mittenwald)               | Mittenwald                      |               |                    | die Judengasse wurde später in Ballenhausgasse umbenannt |      |
| Judengasse (Montabaur)                     | Montabaur                       |               |                    | |      |
| Judengasse (München)                       | München                         |               |                    | heute Marienhof, siehe Liste Münchner Straßennamen |      |
| Judengasse (Münzenberg)                    | Münzenberg                      |               |                    | 1549 erstmals erwähnt, siehe Synagoge (Münzenberg) |      |
| Judengasse (Naters)                        | Naters                          |               |                    | |      |
| Judengasse (Naumburg)                      | Naumburg (Saale)                |               |                    | |      |
| Judengasse (Neckarsulm)                    | Neckarsulm                      |               |                    | heute Marktstraße |      |
| Judengasse (Neuburg an der Kammel)         | Neuburg an der Kammel           |               |                    | heute Bergstraße, siehe Jüdische Gemeinde Neuburg an der Kammel |      |
| Judengasse (Neunkirchen)                   | Neunkirchen (Niederösterreich)  |               |                    | heute Mühlgasse, siehe Erste Synagoge Neunkirchen |      |
| Judengasse (Niedernai)                     | Niedernai                       |               |                    | |      |
| Judengasse (Niedersulzbach)                | Soppe-le-Bas                    |               |                    | heute Rue des Juifs |      |
| Judengasse (Nordheim vor der Rhön)         | Nordheim vor der Rhön           |               |                    | |      |
| Judengasse (Nördlingen)                    | Nördlingen                      |               |                    | |      |
| Judengasse (Obereuerheim)                  | Obereuerheim                    |               |                    | heute Hirtengasse |      |
| Judengasse (Oberlauringen)                 | Oberlauringen                   |               |                    | |      |
| Judengasse (Obernbreit)                    | Obernbreit                      |               |                    | heute Kirchgasse |      |
| Judengasse (Oberthulba)                    | Oberthulba                      |               |                    | heute Ledergasse |      |
| Judengasse (Oettingen in Bayern)           | Oettingen in Bayern             |               |                    | 1457 genannt |      |
| Judengasse (Offenbach am Main)             | Offenbach am Main               |               |                    | heute Große Marktstraße, siehe Capitol (Offenbach am Main) |      |
| Judengasse (Oppenheim)                     | Oppenheim                       |               |                    | 1285 genannt |      |
| Judengasse (Osterberg)                     | Osterberg                       |               |                    | |      |
| Judengasse (Östringen)                     | Östringen                       |               |                    | siehe Jüdische Gemeinde Östringen |      |
| Judengasse (Pahres)                        | Pahres                          |               |                    | heute Braugasse |      |
| Judengasse (Pappenheim)                    | Pappenheim                      |               |                    | heute Deisinger Straße |      |
| Judengasse (Peesten)                       | Peesten                         |               |                    | siehe Liste der Baudenkmäler in Kasendorf#Peesten |      |
| Judengasse (Pforzheim)                     | Pforzheim                       |               |                    | heute Teil der Barfüßergasse |      |
| Judengasse (Pfreimd)                       | Pfreimd                         |               |                    | siehe Liste der Baudenkmäler in Pfreimd#Pfreimd |      |
| Judengasse (Plau am See)                   | Plau am See                     |               |                    | erstmals erwähnt 1763, siehe Plau am See#Jüdische Gemeinde |      |
| Judengasse (Pretzfeld)                     | Pretzfeld                       |               |                    | |      |
| Judengasse (Quedlinburg)                   | Quedlinburg                     |               |                    | siehe Jüdische Gemeinde Quedlinburg |      |
| Judengasse (Rappoltsweiler)                | Ribeauvillé                     |               |                    | heute Rue des Juifs, siehe Synagoge (Ribeauvillé) |      |
| Judengasse (Rathskirchen)                  | Rathskirchen                    |               |                    | siehe Liste der Naturdenkmale in Rathskirchen |      |
| Judengasse (Ravensburg)                    | Ravensburg                      |               |                    | |      |
| Judengasse (Rechnitz)                      | Rechnitz                        |               |                    | |      |
| Judengasse (Reutlingen)                    | Reutlingen                      |               |                    | heute Rebentalstraße |      |
| Judengasse (Rheineck SG)                   | Rheineck SG                     |               |                    | |      |
| Judengasse (Rieneck)                       | Rieneck                         |               |                    | |      |
| Judengasse (Riquewihr)                     | Riquewihr                       |               |                    | heute Rue des Juifs |      |
| Judengasse (Rödelheim)                     | Rödelheim                       |               |                    | siehe Synagoge Rödelheim |      |
| Judengasse (Röttingen)                     | Röttingen                       |               |                    | |      |
| Judengasse (Rosheim)                       | Rosheim                         |               |                    | siehe Synagoge (Rosheim) |      |
| Judengasse (Roth)                          | Roth                            |               |                    | vor 1933 in Kugelbühlstraße umbenannt, siehe Jüdische Gemeinde Roth |      |
| Judengasse (Rothenburg ob der Tauber)      | Rothenburg ob der Tauber        |               |                    | siehe Judentanzhaus (Rothenburg ob der Tauber) und Judengasse 10 (Rothenburg ob der Tauber) (mit Mikwe) |      |
| Judengasse (Rottweil)                      | Rottweil                        |               |                    | heute Kameralamtsgasse, siehe Synagoge (Rottweil) |      |
| Judengasse (Rouffach)                      | Rouffach                        |               |                    | heute Hassengasse, siehe Synagoge (Rouffach) |      |
| Judengasse (Saalfeld/Saale)                | Saalfeld/Saale                  |               |                    | siehe Liste der Kulturdenkmale in Saalfeld/Saale#Saalfeld |      |
| Judengasse (Salzburg)                      | Salzburg                        |               |                    | |      |
| Judengasse (Sarre-Union)                   | Sarre-Union                     |               |                    | siehe Synagoge (Sarre-Union) |      |
| Judengasse (Schmalkalden)                  | Schmalkalden                    |               |                    | siehe Liste der Synagogen in Thüringen |      |
| Judengasse (Schopfloch)                    | Schopfloch                      |               |                    | 1881 in Bahnhofstraße umbenannt, siehe Synagoge (Schopfloch) |      |
| Judengasse (Schwandorf)                    | Schwandorf                      |               |                    | 1555 genannt, heute Brauhausstraße |      |
| Judengasse (Schweinfurt)                   | Schweinfurt                     |               |                    | siehe Liste der Baudenkmäler in Schweinfurt#J |      |
| Judengasse (Seligenstadt)                  | Seligenstadt                    |               |                    | in der zweiten Hälfte des 14. Jahrhunderts erwähnt |      |
| Judengasse (Sennheim)                      | Cernay                          |               |                    | Mitte des 16. Jahrhunderts erwähnt, heute Rue de l'Eglise |      |
| Judengasse (Seßlach)                       | Seßlach                         |               |                    | siehe Liste der Baudenkmäler in Seßlach |      |
| Judengasse (Sinzig)                        | Sinzig                          |               |                    | erstmals 1433 erwähnt |      |
| Judengasse (Solothurn)                     | Solothurn                       |               |                    | |      |
| Judengasse (Sommerach)                     | Sommerach                       |               |                    | |      |
| Judengasse (Steinheim am Main)             | Steinheim am Main               |               |                    | heute Harmoniegasse, siehe Synagoge Steinheim (Hanau) |      |
| Judengasse (Straßburg)                     | Straßburg                       |               |                    | heute Rue des Juifs |      |
| Judengasse (Straubing)                     | Straubing                       |               |                    | heute Rosengasse, siehe Jüdische Gemeinde Straubing |      |
| Judengasse (Stuttgart)                     | Stuttgart                       |               |                    | erste urkundliche Erwähnung 1350, 1894 umbenannt in Brennerstraße |      |
| Judengasse (Sugenheim)                     | Sugenheim                       |               |                    | heute Schlossstraße, siehe Liste der Baudenkmäler in Sugenheim |      |
| Judengasse Thannhausen (Schwaben)          | Thannhausen (Schwaben)          |               |                    | siehe Thannhausen (Schwaben)#Jüdische Gemeinde Thannhausen |      |
| Judengasse (Trier)                         | Trier                           |               |                    | |      |
| Judengasse (Tübingen)                      | Tübingen                        |               |                    | 1350 erstmals erwähnt |      |
| Judengasse (Uffenheim)                     | Uffenheim                       |               |                    | |      |
| Judengasse (Untererthal)                   | Untererthal                     |               |                    | |      |
| Judengasse (Untermerzbach)                 | Untermerzbach                   |               |                    | |      |
| Judengasse (Urspringen)                    | Urspringen                      |               |                    | siehe Liste der Baudenkmäler in Urspringen |      |
| Judengasse (Wallerstein)                   | Wallerstein                     |               |                    | heute Felsenstraße |      |
| Judengasse (Walsdorf)                      | Walsdorf (Oberfranken)          |               |                    | |      |
| Judengasse (Weiden in der Oberpfalz)       | Weiden in der Oberpfalz         |               |                    | siehe Liste der Baudenkmäler in Weiden in der Oberpfalz |      |
| Judengasse (Weinheim)                      | Weinheim                        |               |                    | |      |
| Judengasse (Weißenburg in Bayern)          | Weißenburg in Bayern            |               |                    | |      |
| Judengasse (Wertheim)                      | Wertheim                        |               |                    | heute Gerbergasse |      |
| Judengasse (Wetzlar)                       | Wetzlar                         |               |                    | siehe Jüdische Gemeinde Wetzlar |      |
| Judengasse (Wien)                          | Wien                            |               |                    | siehe auch Judenplatz (Wien) |      |
| Judengasse (Wiesbaden)                     | Wiesbaden                       |               |                    | heute Wagemannstraße, siehe Alte Synagoge (Wiesbaden) |      |
| Judengasse (Windecken)                     | Windecken                       |               |                    | 1353 erstmals genannt, 1925 in Synagogenstraße beziehungsweise in Ostheimer Straße umbenannt, 1935 in Braugasse umbenannt, seit 1988 wieder Synagogengasse, siehe Jüdischer Friedhof (Windecken) und Synagoge Windecken |      |
| Judengasse (Wittenheim)                    | Wittenheim                      |               |                    | heute Rue du Moulin |      |
| Judengasse (Worms)                         | Worms                           |               |                    | |      |
| Judengasse Wülflingen (Haßfurt)            | Wülflingen (Haßfurt)            |               |                    | |      |
| Judengasse (Würzburg)                      | Würzburg                        |               |                    | heute Schustergasse |      |
| Judengasse (Zeil am Main)                  | Zeil am Main                    |               |                    | siehe Liste der Baudenkmäler in Zeil am Main |      |
| Obere und untere Judengasse (Zeilitzheim)  | Zeilitzheim                     |               |                    | heute Gräsleinsgasse und An den Kirchgaden |      |
| Obere und untere Judengasse (Zeitlofs)     | Zeitlofs                        |               |                    | |      |
| Judengasse (Zeitz)                         | Zeitz                           |               |                    | |      |
| Judengasse (Zimmersrode)                   | Zimmersrode                     |               |                    | heute Bornstraße |      |
| Judengasse Zündorf (Köln)                  | Zündorf (Köln)                  |               |                    | heute Gütergasse, siehe Synagoge Zündorf |      |
| Judengasse (Zürich)                        | Zürich                          |               |                    | heute Froschaugasse, siehe Judentum in Zürich |      |
| Judengasse (Zweibrücken)                   | Zweibrücken                     |               |                    | siehe Synagoge (Zweibrücken) |      |
| Jüdengasse (Zwickau)                       | Zwickau                         |               |                    | bis 1875, heute Katharinenstraße |      |